# Хиляда думи
„Хиляда думи“ (на английски: A Thousand Words) е американска трагикомедия от 2012 г. на режисьора Браян Робинс, по сценарий на Стийв Корен, с участието на Еди Мърфи.

## Актьорски състав
| Актьор           | Роля                          |
| ---------------- | ----------------------------- |
| Еди Мърфи        | Джак Маккол                   |
| Кери Уошингтън   | Каролин Маккол                |
| Кларк Дюк        | Арън Уайзбъргър               |
| Клиф Къртис      | Доктор Синджа                 |
| Алисън Джени     | Саманта Дейвис                |
| Руби Дий         | Ани Маккол (майката на Джак)  |
| Джак Макбрайър   | Служител на кафене „Старбъкс“ |
| Стив Литъл       | Работник                      |
| Джон Уидърспун   | Слепият старец                |
| Кейла Блейк      | Емили                         |
| Лени Лофтин      | Робърт Гилмор                 |
| Ален Шаба        | Кристиян Туфе                 |
| Тед Кенеди       | Бездомникът                   |
| Емануел Рагсдейл | Тайлър Маккол                 |

## В България
В България филмът е излъчен за първи път на 22 април 2016 г. по „Нова телевизия“ в петък от 20:00 ч.
Български дублаж
| Озвучаващи артисти  | Ани Василева Йорданка Илова Васил Бинев Димитър Иванчев Ивайло Велчев |
| Преводач            | Ирина Ценкова                                                         |
| Тонрежисьор         | Димитър Кукушев                                                       |
| Режисьор на дублажа | Димитър Кръстев                                                       |